# Карборо (Северна Каролина)
Карборо (енгл. Carrboro) град је у америчкој савезној држави Северна Каролина.

## Демографија
По попису из 2010. године број становника је 19.582, што је 2.8 (16,7%) становника више него 2000. године.
| Група             | 2000.          | 2010.          |
| Белци             | 11.256 (67,1%) | 12.794 (65,3%) |
| Афроамериканци    | 2.273 (13,5%)  | 1.969 (10,1%)  |
| Азијати           | 864 (5,1%)     | 1.596 (8,2%)   |
| Хиспаноамериканци | 2.062 (12,3%)  | 2.706 (13,8%)  |
| Укупно            | 16.782         | 19.582         |